# Damaged (альбом)
Damaged — дебютный альбом американской хардкор-панк-группы Black Flag, вышедший 5 декабря 1981 года на собственном лейбле группы SST Records. В 2003 году журнал Rolling Stone поставил его на 340-е место списка «500 величайших альбомов всех времён».

## Обзор
В августе 1981 года на студии Unicorn Studios был записан первый альбом Damaged, который был выпущен 5 декабря 1981 года. В Европе он был выпущен компанией Roadrunner Records в 1982 году с немного изменённым трек-листом. Обложка была сделана фотографом Эдом Колвером. На ней сфотографирован Генри Роллинз, бьющий кулаком в зеркало. Эффект треснутого зеркала был сделан при помощи молотка, а кровь на запястье Роллинза — смесь красной краски и кофе. Позднее альбом стал классикой хардкора и панк-рока в целом.

## Список композиций
Слова и музыка всех песен — Грег Гинн, за исключением отмеченных.
| №  | Название                                      | Длительность |
| -- | --------------------------------------------- | ------------ |
| 1. | «Rise Above»                                  | 2:26         |
| 2. | «Spray Paint» (Дуковски, Гинн)                | 0:34         |
| 3. | «Six Pack»                                    | 2:20         |
| 4. | «What I See» (Дуковски)                       | 1:56         |
| 5. | «TV Party»                                    | 3:31         |
| 6. | «Thirsty and Miserable» (Кадена, Медеа, Робо) | 2:06         |
| 7. | «Police Story»                                | 1:30         |
| 8. | «Gimmie Gimmie Gimmie»                        | 1:47         |

| №                   | Название                       | Длительность |
| ------------------- | ------------------------------ | ------------ |
| 1.                  | «Depression»                   | 2:28         |
| 2.                  | «Room 13» (Гинн, Медеа)        | 2:04         |
| 3.                  | «Damaged II»                   | 3:23         |
| 4.                  | «No More» (Дуковски)           | 2:25         |
| 5.                  | «Padded Cell» (Дуковски, Гинн) | 1:47         |
| 6.                  | «Life of Pain»                 | 2:50         |
| 7.                  | «Damaged I» (Гинн, Роллинз)    | 3:50         |
| Общая длительность: | Общая длительность:            | 34:58        |

## Участники записи
- Генри Роллинз — лид-вокал
- Грег Гинн — лид-гитара, бэк-вокал
- Дез Кадена — ритм-гитара, бэк-вокал
- Чак Дуковски — бас-гитара, бэк-вокал
- Робо — ударные, бэк-вокал

### Приглашённые музыканты
- Mugger — бэк-вокал

### Производство
- Спот — продюсирование, инженеринг
- Фрэсис Бакли — инженеринг, микшеринг
- Чак Вогт — дополнительный инженеринг
- Эд Колвер — оформление обложки